# LPRC Oilers
Der LPRC Oilers, mit vollständigen Namen Liberia Petroleum Refining Company Oilers Sports Association, ist ein liberianischer Fußballverein. Beheimatet ist der Verein in der Hauptstadt Monrovia. Aktuell spielt der Klub in der ersten Liga des Landes, der First Division.

## Erfolge
- Liberianischer Meister: 1991, 1992, 1999, 2002, 2005, 2019, 2021
- Liberianischer Pokalsieger: 1988, 1989, 1993, 1999, 2000, 2005
- Liberianischer Supercup: 2002, 2021

## Stadion
Der Verein trägt seine Heimspiele im Liberia Petroleum Refining Company Stadium in Monrovia aus. Das Stadion hat ein Fassungsvermögen von 2500 Personen.

## Trainerchronik
Stand: Juni 2022
| Trainer      | Nation  | von            | bis               |
| ------------ | ------- | -------------- | ----------------- |
| Kaetu Smith  | Liberia | 1. Juni 1996   | 31. Dezember 1998 |
| Korvy Kollie | Liberia | September 2016 | unbekannt         |
| Jenkins Doe  | Liberia | 1. Juli 2021   |                   |